# گابریل گلیستر
گابریل گلیستر (انگلیسی: Gabrielle Glaister؛ زادهٔ ۲۷ ژوئیهٔ ۱۹۶۰) بازیگر اهل بریتانیا است.
از فیلم‌ها یا مجموعه‌های تلویزیونی که وی در آن‌ها نقش داشته‌است، می‌توان به پزشک‌ها، بلک‌ادر، شرلوک و خیابان کورونیشن اشاره نمود.